# Web3

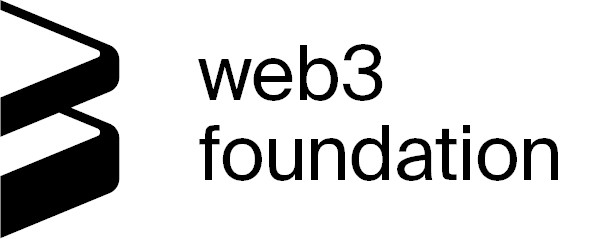
Logotip de la Fundació Web3.

Web3 (també conegut com a Web 3.0) és una idea per a una nova iteració de la World Wide Web que incorpora conceptes com la descentralització, les tecnologies blockchain i l'economia basada en testimonis. Alguns tecnòlegs i periodistes l'han contrastat amb la Web 2.0, on diuen que les dades i el contingut estan centralitzats en un petit grup d'empreses que de vegades es coneix com a " Big Tech ". El terme "Web3" va ser encunyat l'any 2014 pel cofundador d'Ethereum, Gavin Wood, i la idea va guanyar interès l'any 2021 entre els entusiastes de la criptomoneda, les grans empreses tecnològiques i les empreses de capital risc.
Alguns comentaristes argumenten que Web3 oferirà una major seguretat de dades, escalabilitat i privadesa per als usuaris i combatrà la influència de les grans empreses tecnològiques. També plantegen preocupacions sobre el component web descentralitzat de Web3, citant el potencial de baixa moderació i la proliferació de contingut nociu. Alguns han expressat preocupacions per la centralització de la riquesa a un grup reduït d'inversors i individus, o una pèrdua de privadesa a causa d'una recollida de dades més expansiva. Altres, com Elon Musk i Jack Dorsey, han argumentat que Web3 només serveix com a paraula de moda o terme de màrqueting.
Web 1.0 i Web 2.0 fan referència a èpoques de la història de la World Wide Web a mesura que va evolucionar a través de diferents tecnologies i formats. Web 1.0 es refereix aproximadament al període de 1989 a 2004, on la majoria de llocs constaven de pàgines estàtiques i la gran majoria dels usuaris eren consumidors, no productors de contingut. La web 2.0 es basa en la idea de "la web com a plataforma" i se centra en el contingut creat per l'usuari penjat a fòrums, xarxes socials i serveis de xarxes, blocs i wikis, entre altres serveis. En general, es considera que la web 2.0 va començar cap al 2004 i continua fins als nostres dies.